# Manoir de Katajisto
Le manoir de Katajisto (finnois : Katajiston kartano) est un manoir situé à Aulanko dans la municipalité d'Hämeenlinna en Finlande,.

## Présentation
Le manoir situé dans l'ancien village Luhtiala de Vanaja aujourd'hui à Aulanko est  l'ancienne ferme équestre de Katajisto. 
Le bâtiment principal de la ferme est construit au début du XIXe siècle comme bâtiment principal de la ferme équestre.
Le deuxième étage du bâtiment est détruit par un incendie dans les années 1950.
L'édifice est alors reconstruit et son aspect actuel de plain pied date de cette époque,.
Depuis 2017, la ville d'Hämeenlinna loue le manoir de Katajisto à des entrepreneurs du tourisme et de l'événementiel, Jyri et Kirsi Reikina. 
Le domaine renommé Katajistonranta est devenu un centre touristique et sportif accueillant les voyageurs arrivant à Aulanko.

## Histoire
Les noms des propriétaires du manoir de Katajisto remontent à 1539. 
Le premier propriétaire était Anna Olavintytär. Après la famille de Per Olfsson, le fils d'Olavi Antinpojan Ruuthi, les propriétaires seront les familles von Essen, Hentell, Sturet, af Enehjielmit, Tudeer, Sallmen, Klingstedt et enfin Hugo Srandertskjöld.
Le propriétaire le plus connu du manoir est Hugo Standertskjöld, qui aurait construit la zone d'Aulanko pour une comtesse polonaise afin de représenter la splendeur européenne. 
Le bâtiment principal actuel du manoir est vraisemblablement construit par le colonel af Enehjielm  car il en est propriétaire de 1786 à 1830.
Hugo Strandertskjöld achete Katajisto en 1883 et construit le manoir de Karlberg comme nouveau bâtiment central de la ferme. 
Hugo Strandertskjöld léguera toute Aulanko à la ville d'Hämeenlinna en 1926.